# Rotunda van het Capitool

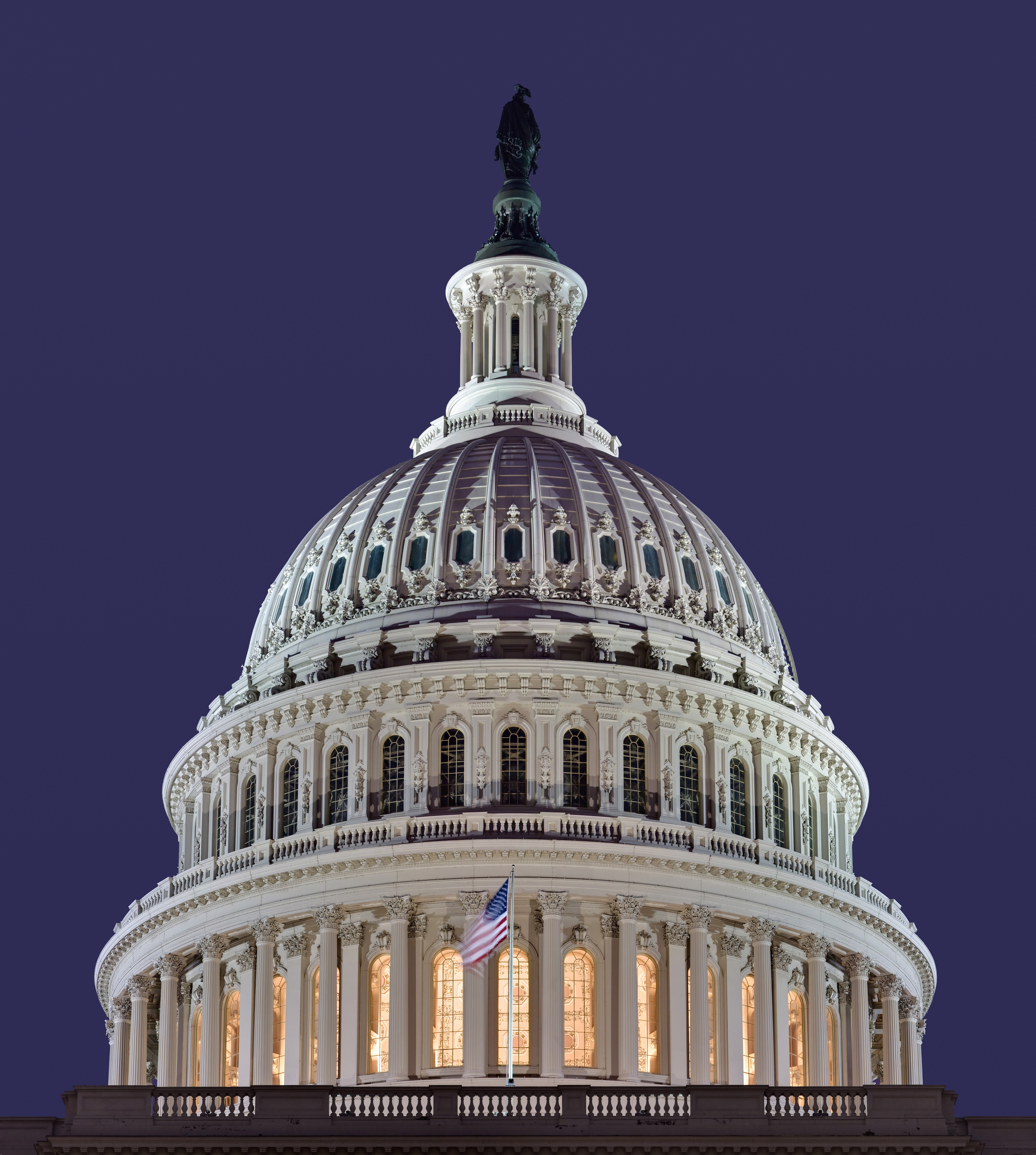
De rotonde bij nacht

De rotunda van het Capitool is een  onderdeel van het Capitool in de Amerikaanse hoofdstad Washington.

## Omschrijving
De rotunda die een diameter heeft van 29 meter en een hoogte van bijna 55 meter wordt vooral gebruikt voor ceremoniële evenementen en het opbaren van belangrijke personen. Aan de bouw van de rotonde werd begonnen in 1818. In 1824 was de bouw ervan voltooid. Ze werd gebouwd in neoclassicistische architectuur. In het gebouw hangen verschillende schilderijen en is de koepelschildering De apotheose van Washington van Constantino Brumidi te zien. Er staan ook zes standbeelden van presidenten van de Verenigde Staten.
Vanaf 1852 werden ook belangrijke personen opgebaard in de rotonde. De eerste was Henry Clay. De eerste president die er werd opgebaard, was Abraham Lincoln in 1865. Naast presidenten werden ook onder meer Pierre L'Enfant, Rosa Parks en George Dewey hier opgebaard.